# Бонацци, Бенедетто
Бенедетто Бонацци (итал. Benedetto Bonazzi; 12 октября 1840, Марильяно, Кампания — 23 апреля 1915, Беневенто, Кампания) — католический архиепископ и итальянский эллинист.

## Биография
Бонацци был вторым из шести детей графа Николы, барона Сан-Никандро, и Аделаиды Соррентино. В возрасте семи лет был принят в бенедиктинское аббатство Ла-Тринита-делла-Кава в Кава-де-Тиррени, а 6 ноября 1849 года вошёл в состав монастырской общины. Он учился в школе Сантиссима Тринита в Кава-де-Тиррени и 15 августа 1859 года стал послушником в Монтакассино. Бонацци специализировался на изучении древнегреческого и латинского языков. 19 декабря 1863 года был рукоположен в Неаполе епископом Томмазо Микеле Сальцано. 12 декабря 1865 года окончил обучение в Неаполитанском университете. Как философ, оратор и писатель он стал членом нескольких академий и культурных ассоциаций.
27 ноября 1872 г. Бонацци был назначен профессором Неаполитанского университета, но отказался от этой должности, отдав предпочтение школе Бадиа Кавенсе, которую он возглавил в 1878 году, став её префектом. Основным интересом Бонацци была педагогика. Он стремился реформировать систему преподавания греческого языка в школах. Он был автором многочисленных научных трудов, которые вдохновляли на новые методы преподавания. Одна из его работ была высоко оценена VII Итальянским педагогическим конгрессом. Самым значительным его трудом, получившим признание во всей Европе, остается «Греко-итальянский словарь» (Dizionario greco-italiano), который выходил в свет с 1880 по 1927 г. двадцатью пятью изданиями в издательстве Morano di Napoli. Одновременно продолжалась церковная карьера Бонацци. В 1892 г. получил чин vicar general в епархии Бадиа-Кавенсе. После смерти аббата Микеле Моркальди, 7 марта 1894 г., папа Лев XIII назначил его аббатом монастыря Кавенсе. Впоследствии, 9 июня 1902 г., после смерти кардинала Донато Мария Делл’Олио, архиепископа Беневенто, Лев XIII посвятил его в сан вместо него. 11 июня он был рукоположен в базилике Святого Павла вне стен, а 24 августа вступил во владение архиепископством Беневенто.
После примерно тринадцати лет епископского служения и последней проповеди в Великий пост Бонацци заболел и умер во время бдения по случаю возведения его в сан кардинала, которое совершил папа Бенедикт XV. Он был похоронен в церкви Святого Клементина в Беневенто.